# Attack on a China Mission
Attack on a China Mission er en britisk stumfilm fra 1900 af James Williamson.